# Changnienia
Changnienia là một chi thực vật có hoa trong họ Orchidaceae.